# 高句麗人
高句麗人是1世紀－7世紀間居住於今中国東北地區东部和今朝鮮半島北部的民族，也是高句丽的主體民族。高句丽族的族源是上古时期古老民族秽貊人东迁后的夫余、高夷、沃沮、小水貊、东濊等，后又融合了卫氏朝鲜遗民的后裔、汉人、鲜卑人等民族。
668年，高句麗为唐朝与新罗所灭后。高句丽人被迁入唐朝、渤海国等地，部分高句丽遗民被新罗吸收。

## 起源
史書中多記載高句麗为扶余別種。论语疏云：“东有九夷：一玄菟，二乐浪，三高骊，四满饰(有人認為這是滿洲人的最早族稱，但須知滿洲一詞作為族名是皇太極時代才開始的，並且以此名稱涵蓋了臣服於後金的女真人、蒙古人和漢人，在此之前通古斯民族中並未有民族的名稱與此音相似，勿吉和靺鞨更可能是指今天生活在烏蘇里江以東的南通古斯民族烏德蓋人的祖先，而夫余跟沃沮跟這個民族的聯繫從族名語音上來說有太多缺陷)，五凫臾（扶餘），六索家，八倭人，九天鄙。”）。高句丽可能出自扶余族居住东北地区的某一支。扶余四出道中（東部）有马加部，是个以马为图腾的氏族，高句丽可能是马加人的后裔。汉武帝元封年间（前110年），曾在高句丽人之地置高句丽县，并以其族名命名县名，隶玄菟郡。高句丽建国后，仍隶属汉玄菟郡管辖。
中國史学界更多認為高句丽以扶余等民族為中心建國，屬於中國東北的古代民族國家。由于高句丽与扶余为同族。高句丽太祖朱蒙建立卒本扶余后，中原人开始将高句丽作为其国号。朱蒙未出現在卒本前，沸流部是高句麗族頭人（松讓在見朱蒙時指自己累世為王），後松讓與朱蒙鬥，不勝，讓位朱蒙，高句麗人在桂婁部之下建國。高句麗源出扶餘是指朱蒙一族來自金蛙王。高句麗有五部：桂婁部（又稱黃部、內部）是高句麗王族，沸流部（又稱消奴部）是以前沸流國王松讓領那一部，椽那部（又稱絕奴部）來自扶餘，桓那部（又稱順奴部）與貫奴部（又稱灌奴部）是沸流部中分出的。卒本與沸流的土著才是高句麗人的主流，朱蒙只是帶了一部分扶餘人走了，《三国志·魏书·东夷传》 ：“汉武帝元封二年，伐朝鲜，杀满孙右渠，分其地为四郡，以沃沮城为玄菟郡。”《三国志》提到玄菟郡后来“徙郡句丽西北，今所谓玄菟故府是也，沃沮还属乐浪”，“昭帝始元五年，罢临屯、真番，以并乐浪、玄菟”，真番郡并入玄菟郡之后，玄菟郡才包括真番人,沃沮人和句丽人。玄菟郡所辖句丽见于史书记载远早于朱蒙所部南迁，汉书·地理志》高句骊县注引应劭，认为高句丽县是“故句骊胡”，而高句丽由于在大武神王时代，高句丽为汉朝对扶余作战有功，在公元前37年（西汉建昭二年）被册封为高句丽王。　　

## 高句丽复兴运动后的流向
《三国史记・ 高句丽纪十》记载 “总章二年夏四月，高宗移三万八千三百户于江淮及山南、京西诸州空旷之地。高句丽亡国后，大部分部落投靠关内武人集团（如幽州、营州）或后来的渤海国。渤海国灭亡后，部分渤海贵族和遗民投靠到高丽。渤海国故地的渤海遗民经过辽朝，被强制迁于辽西融入契丹，后融入汉等民族。传统观点认为粟末靺鞨联合其他靺鞨部落构成渤海国民族的主体。但是近代的研究表明“粟末靺鞨附高句丽者”才是渤海国的民族主体，而粟末靺鞨主体部分在隋代已迁往辽西，后迁入幽州，高句丽亡国后与高句丽的武人集团一起已经溶于中原社会，大祚荣出自仍然留守故地的粟末靺鞨，联合原伯咄、安车骨、拂涅、白山等四部靺鞨人建立渤海国，而粟末靺鞨与高句丽人所占比例皆不大。
高句丽遗民裡又有一部分变为新罗人、靺鞨人，进入朝鲜半岛的高丽国或曷懒甸等女真部落。 
一部分高句丽王族和百济王族被拉到唐朝境内，在洛阳北邙山一带发掘面世的高句丽王族泉男生、泉男產、泉獻誠、高慈、高震、泉毖，以及百济王族扶餘隆的墓誌铭，清末民初著名金石学者罗振玉编成《唐代海东藩阀志存》一书。
中国社会科学院的杨保隆认为有三分之一到一半的高句丽曾被内迁至内地，并且成为中国内地一股重要的武人集团，在唐末五代历史中扮演了重要的角色。
高句丽王族高丽若光率领高句丽遗民1799人亡命到日本，在日本武藏國开拓高丽郡，並建立高丽神社。
高句麗人亡国后成为中国境内一个重要的少数民族，经过辽、金、元、明等朝代的历史变迁，高句丽人最终入中原，融入汉族。

## 争议
对于高句丽的历史归属，中國大陸、朝鮮與韓國学者存在争议。2004年8月22日，中韩两国就高句丽历史问题达成《五项谅解事项》:337。此后，两国领导人都在不同场合表示遵守《五项谅解事项》，学术与政治分开，现实与历史分开，正确对待，妥善处理，不让争议影响两国关系。

## 名人
- 高朱蒙（高句麗傳說開國君主。）
- 渊盖苏文
- 杨万春（高句麗末期一名將在韓國民間傳說中的名字〔中國及韓國史書中均失其名〕，安市城城主。）
- 乙支文德
- 姜以式
- 高仙芝（唐朝名將，高句丽人。）